# Higashiyamato (Tokio)
Higashiyamato (東大和市 Higashiyamato-shi?) es una ciudad ubicada en Tokio Occidental, la parte occidental de la Metrópolis de Tokio, Japón. 
Según datos del 2010, la ciudad tiene una población estimada de 82.140 habitantes y una densidad de 6.070 personas por km². El área total es de 13,54 km².
La ciudad fue fundada el 1 de octubre de 1970, luego que fuese creada originalmente como villa en 1919 y promovida a pueblo en 1954. Es una de las ciudades que conforma la zona de Tokio Occidental y antiguamente formó parte del distrito de Kitama.
Es una ciudad dormitorio para quienes trabajan en los barrios especiales de Tokio y se ubica justo al sur de la prefectura de Saitama (con la ciudad de Tokorozawa). Al norte de la ciudad se ubica el lago Tama.
Su nombre (etimológicamente en japonés, «Yamato de Tokio») se creó para diferenciarlo de la ciudad de Yamato, ubicado en la prefectura de Kanagawa, justo al sur de Tokio.

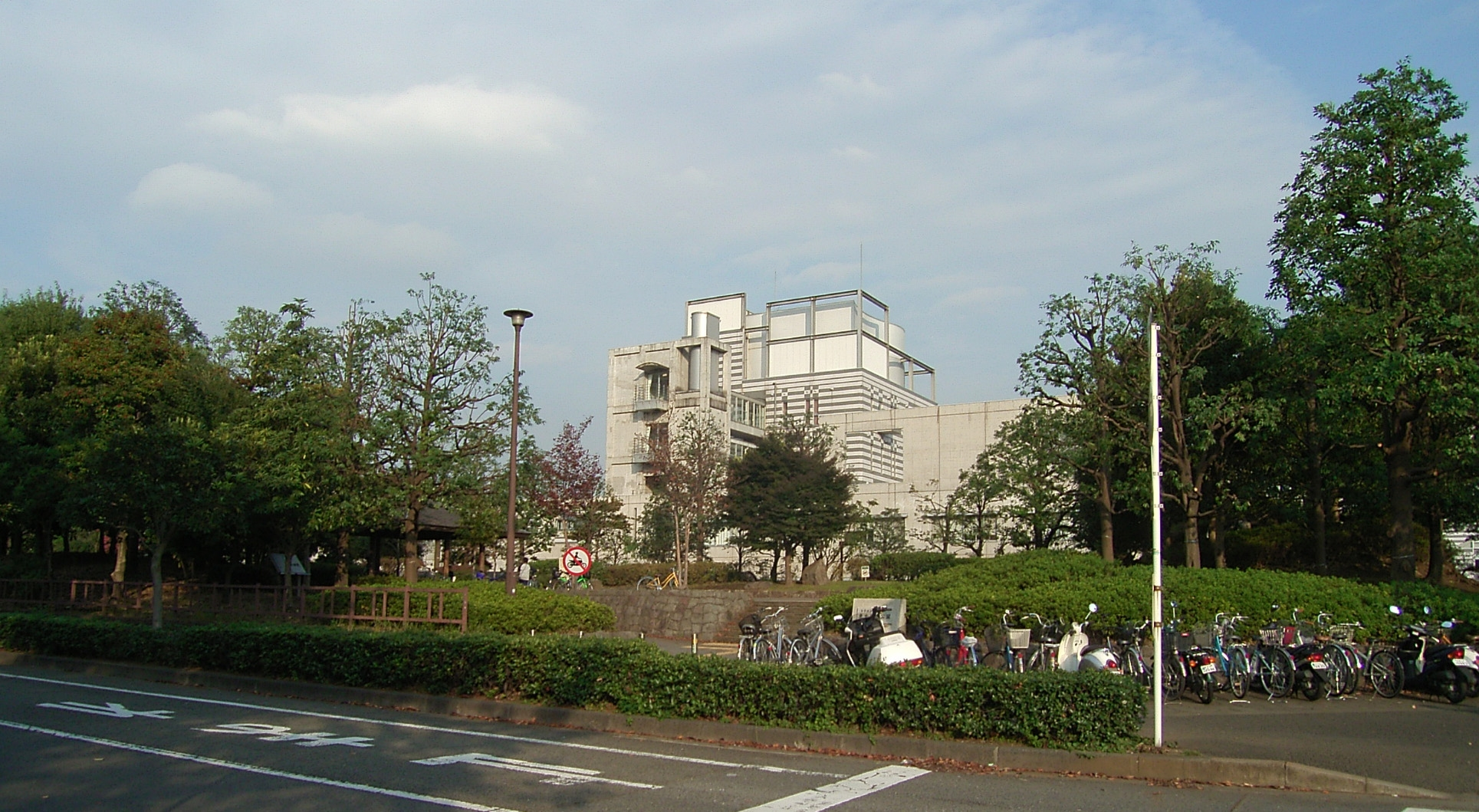
Parque Higashiyamato Sur

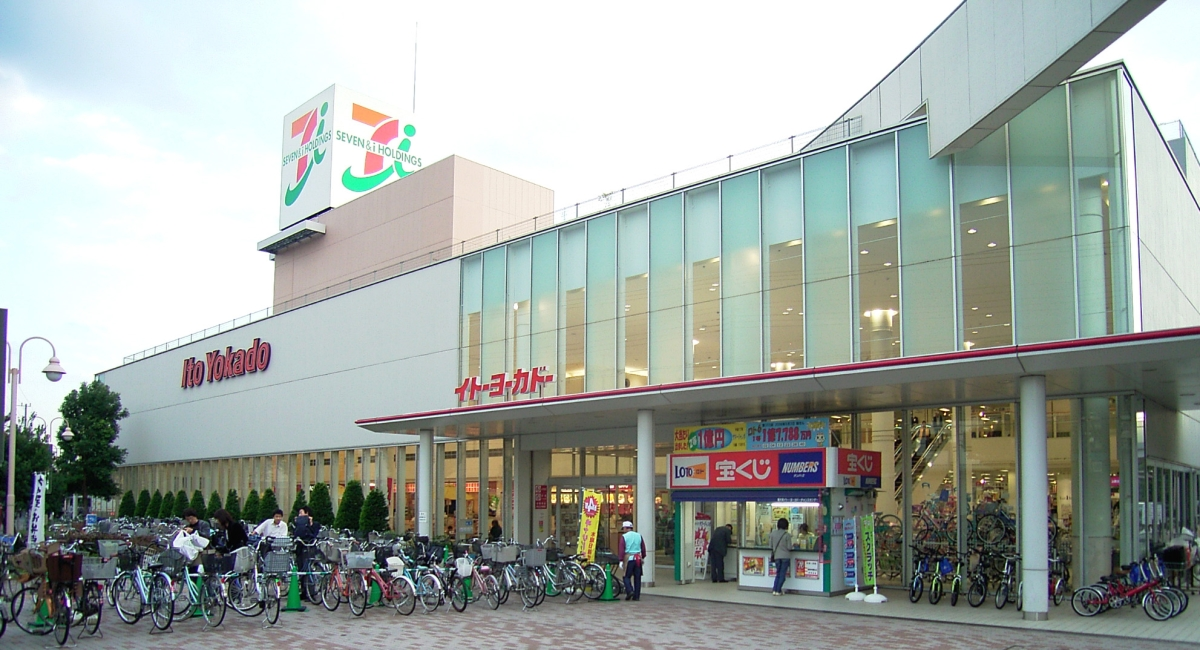
Tienda de conveniencia en Higashiyamato.